# 肌電圖
肌電圖（英語：Electromyography，簡稱EMG）是一種電診斷醫學技術。用於評估和記錄骨骼肌產生的電活動。肌電圖使用稱為「肌電圖儀」的儀器執行，以生成稱為肌電圖的記錄。當肌細胞被電或神經激活時，肌電圖可以檢測它們產生的電位。可以對信號進行分析以檢測醫療異常、激活水平或募集順序，或分析人類或動物運動的生物力學。在電腦科學中，肌電圖也被用作手勢識別的中間件，以允許將物理動作輸入電腦作為人類和電腦交互的一種形式。

### 文獻
1. ↑  Kamen, Gary. Electromyographic Kinesiology. In Robertson, DGE et al. Research Methods in Biomechanics. Champaign, IL: Human Kinetics Publ., 2004.
2. ↑  醫學主題詞表（MeSH）：Electromyography
3. ↑  SpringerLink. .   [2020-11-29]. （原始内容存档于2021-03-10）.

### 書籍
- Kamen, Gary. Electromyographic Kinesiology. In Robertson, DGE et al. Research Methods in Biomechanics. Champaign, IL: Human Kinetics Publ., 2004.

## 外部連結
- 美國神經肌肉與電診斷醫學協會 （页面存档备份，存于）